# Fuscidea thomsonii
Fuscidea thomsonii är en lavart som beskrevs av Brodo & V. Wirth. Fuscidea thomsonii ingår i släktet Fuscidea och familjen Fuscideaceae.   Inga underarter finns listade i Catalogue of Life.